# ギャネンドラ・ビール・ビクラム・シャハ
ギャネンドラ・ビール・ビクラム・シャハ・デーブ（ネパール語: ज्ञानेन्द्र वीर बिक्रम शाहदेव, ラテン文字転写: Gyanendra Bir Bikram Shah Dev、1947年7月7日 - ）は、ネパール王国の第12代国王（在位：1950年11月7日 - 1951年1月8日、2001年6月4日 - 2008年5月28日）。第9代マヘンドラの次男。
2001年6月4日、甥である第11代君主ディペンドラの跡を継ぎ王位に即いたが、2008年5月28日にネパールが共和制へ移行したことに伴って廃位となり、王国最後の王となった。

## 経歴

### 最初の即位
1947年7月7日、ネパール王（当時はまだ王太子）マヘンドラ・ビール・ビクラム・シャハの次男として生まれた。
1950年11月、祖父トリブバン国王は父や兄を連れてインドへ亡命した。その際、母方の実家に取り残された4歳のギャネンドラは王家に代わって独裁的権力を握っていたラナ宰相家によって、議員258名の署名を得て国王に祭り上げられ、即位式も行われた。
しかし、インド政府はこの即位を認めず、アメリカ、イギリスもこれに同調した。その後、トリブバンが翌年2月に帰国して復位し、ギャネンドラは廃位された（ネパールの王政復古）。このような事情から、一度目の即位はカウントしない場合もあり、佐伯和彦は「即位は幻に終わった」と述べている。

### 王弟時代
1972年、父マヘンドラが崩御し、兄ビレンドラが国王に即位すると、王弟として兄の名代などを務めるようになった。
1989年2月、ギャネンドラは国王の名代として昭和天皇の大喪の礼に参列している。

### 摂政就任と復位
2001年6月1日、ネパール王族殺害事件でビレンドラが殺害されると、甥の王太子ディペンドラは意識不明のまま国王に即位し、地方にいて難を逃れたギャネンドラが摂政となった。
6月4日、ディペンドラ国王の崩御に伴ってギャネンドラが即位し、同日に国家評議会によって即位が認められた。ディペンドラの即位を発表したケーシャル・ジャンガ・ラヤマジ枢密院議長がギャネンドラの戴冠式を支援した。
ギャネンドラが事件当日不在だったことや、彼の家族が事件現場にいたにもかかわらず全員無事だったことなど不審な部分も多く、事件は「親印派のギャネンドラがアメリカ、インドの後押しを受けて、親中のビレンドラ及びディペンドラらを抹殺した宮廷クーデター」との見方もあった。だが、その後は反印的政策、チベット難民事務所閉鎖・追放などチベット独立派の弾圧を行っている。ギャネンドラは兄ビレンドラが唱えていた民主化に最後まで反対していたことに加え、政権が目まぐるしく変わったことから民主主義を批判し続けていた。また、反政府ゲリラである毛沢東派（マオイスト）にも強権的な姿勢をとり、国軍の投入も考えていた（ビレンドラは国軍の投入には慎重であった）。
そのうえ、ギャネンドラはビレンドラとは対照的にもともと国民に不人気であった。さらに長男のパラスも麻薬常習者との噂があり、また自動車によるひき逃げ事件を起こしたりするなど不祥事を多く起こしている。ディペンドラ王太子とは対照的に彼にも人望はなく、国民に嫌われていることもギャネンドラの不人気の一因と言われる。

### 強権統治と民主化運動
即位後、ギャネンドラは兄ビレンドラが進めてきた民主化による立憲君主制を否定、議会を停止し、内閣の人選を自ら行い、事実上の専制君主として振る舞った。そのため、王族殺害事件以降から続いた政情の不安定化はこれによって加速度的に進んだ。
2002年5月、ギャネンドラは下院を解散、同年10月にはシェール・バハドゥル・デウバ首相ら全閣僚を解任、王政復古で絶対君主制に回帰して親政を宣言した。その後、王党派のロケンドラ・バハドゥル・チャンダを首相に任命し、閣僚の人選も強行した。
だが、これはギャネンドラによる露骨な傀儡政権であったため、主要政党は違憲行為として批判、ネパール会議派、ネパール統一共産党などはデモを行った。その間には王族殺害事件以降攻勢を強めたマオイストとの戦闘が激化し、マオイスト掃討の最高責任者である武装警察長官クリシュナ・モハン・シュレシュタが殺害された。
2003年5月28日、主要5政党の前議員150人が集結して国会再開を宣言、会議派の元首相ギリジャー・プラサード・コイララは「国王がこのまま絶対王政を敷くなら、王制存続の是非について決意しなければならない」と表明し、翌日には5,000人規模のデモを行った。
ギャネンドラはチャンダ首相が事態を収拾できなかったとして、5月30日に解任した。主要政党は首相統一候補として統一共産党の書記長マーダブ・クマール・ネパールを推挙したが、6月にギャネンドラは王党派のスーリヤ・バハドゥル・タパを後任の首相に任命した。
2004年6月5日、ギャネンドラは国王の行動に対する抗議デモが強まったことを受けてタパ首相を解任、デウバを再び首相に任命せざるを得なくなった。
だが、2005年2月、ギャネンドラは再びデウバ内閣の全閣僚を解任し、親政を宣言した。この国王の行動に対してアメリカ、イギリス、インドは軍事援助を中止し、ギャネンドラは中華人民共和国から5輌の92式装輪装甲車や2万5千丁の自動小銃と弾薬の供給などの武器支援を受けて民主化運動を徹底的に弾圧した。
ネパールの主要7政党（7党連合）および毛沢東派は各地で抗議デモやゼネラル・ストライキを展開した。これ以降の一連のネパールの民主化運動・反王制運動をロクタントラ・アンドランと呼ぶ。首都カトマンズでは数十万人規模の抗議デモ・抗議集会がたびたび行われ、混乱はネパール全土に波及した。
緊迫した情勢が続いていたが、ギャネンドラは国際社会の圧力を受けて、2006年4月21日に親政を断念して国民に権力を返還することを発表し、7党連合に首相推薦を要請した。しかし、政党側は国王が新憲法制定など政党側の要求に言及していないなどとして国王の要請を拒否し、抗議活動を続けた。
4月24日、ギャネンドラは解散した下院議会を復活すると表明、政党側もこれを受け入れ、混乱は収拾されることになった。政党側はネパール会議派のコイララ元首相を首相に推薦、4月27日に新政権が発足した。
2007年1月15日、ネパール会議派、ネパール共産党毛沢東主義派（マオイスト）などが参加する議会により、暫定憲法が制定され、国王の政治的権力は元首の地位も含めてほぼ完全に剥奪され、首相が元首を代行した。また国軍の最高指揮権も国王から首相に移り、国号もネパール王国から単にネパールとなった。これにより、ネパールの王族支配は実質的に終結し、国王の地位はまったく形式的なものとなった。

### 王制廃止
2008年5月28日、ネパール制憲議会は共和制を採択し、王制廃止が正式に確定した。これにより、ギャネンドラは廃位となって、ネパール王国は名実ともに滅亡した。また、制憲議会前には数千人の反国王派が集まり、「（クーデターで王権を奪取した）盗っ人ギャネンドラは国を去れ」と連呼していた。
その後、政府からカトマンズのナラヤンヒティ王宮を退去するよう求められ、6月11日夜に妻コマルと共に退去した。退去に際してテレビ演説を行い、「国民の判断を尊重し、王制廃止を受け入れる。亡命はしない」とし、王族殺害事件への関与を改めて否定した。また、海外に資産があることも否定し、2005年の国王による親政については「良かれと思ってやったが裏目に出た」とコメントした。さらに、ダイヤモンド、ルビー、エメラルドで飾られた王冠と笏も政府に譲渡したことを述べた。
退去後、住むところがないと訴えたギャネンドラに対して、政府はすでに国有財産に移ったカトマンズ盆地北西の森林にあるかつて国王が別邸として使用していたナーガールジュン離宮に数ヶ月間滞在できるよう許可し、現在も貸与されている。ギャネンドラは君主制が廃止された後は、広義の王位請求者に含まれることもある。
2009年2月26日より、ナラヤンヒティ王宮はナラヤンヒティ王宮博物館として一部が公開されている。ギャネンドラは代々伝わる王冠や笏などの宝物を展示用に寄贈した。なお、ギャネンドラの継母や祖父トリブバンの側室はこれまで通りにナラヤンヒティ王宮の敷地内で生活をしている。
廃位後のギャネンドラの近況は、彼の警護要員やお抱えの占術師によれば、詩を書いたり、祈祷したり、インターネットを閲覧したりなどして過ごし、近隣の森林を散策したりすることもあるらしい。王政廃止を主導したマオイスト議長のプラチャンダは、多数の不動産を所有する大地主であり、不動産、ホテル、茶園業を営む実業家で個人資産数十億ドルの富豪であるギャネンドラに対して、国内に投資して雇用の創出をしてほしいとしている。また、プラチャンダは政党を造って政界に進出しても構わないと話すなど、特権は与えないが一市民として最大限の配慮を見せている。
2020年代に入るとネパール国内に王政復古のデモが見られるようになっており、ギャネンドラの動向も注目されるようになった。